# Gauliga Ostpreußen 1942/43
De Gauliga Ostpreußen 1942/43 was het tiende voetbalkampioenschap van de Gauliga Ostpreußen.
VfB Königsberg werd kampioen en plaatste zich voor de eindronde om de Duitse landstitel. Königsberg versloeg SV Neufahrwasser 1919 met 3:1 en Ordnungspolizei SG Warschau met 5:1 en werd in de kwartfinale verslagen door Dresdner SC met 4:0.

## Eindstand
| Plaats | Club                          | Wed.                              | W                                 | G                                 | V                                 | Saldo                             | Ptn.                              |
| ------ | ----------------------------- | --------------------------------- | --------------------------------- | --------------------------------- | --------------------------------- | --------------------------------- | --------------------------------- |
| 1.     | VfB Königsberg                | 12                                | 11                                | 0                                 | 1                                 | 92:6                              | 22:2                              |
| 2.     | SV Prussia-Samland Königsberg | 12                                | 7                                 | 1                                 | 4                                 | 41:29                             | 15:9                              |
| 3.     | Reichsbahn SG Königsberg      | 12                                | 6                                 | 1                                 | 5                                 | 34:46                             | 13:11                             |
| 4.     | Königsberger TSV              | 12                                | 3                                 | 4                                 | 5                                 | 30:40                             | 10:14                             |
| 5.     | LSV Richthofen Neukuhren      | 12                                | 4                                 | 2                                 | 6                                 | 33:50                             | 10:14                             |
| 6.     | MTV Ponarth                   | 12                                | 4                                 | 1                                 | 7                                 | 29:45                             | 9:15                              |
| 7.     | SV 05 Insterburg              | 12                                | 2                                 | 1                                 | 9                                 | 21:64                             | 5:19                              |
| 8.     | SV Preußen Mielau             | Teruggetrokken na twee speeldagen | Teruggetrokken na twee speeldagen | Teruggetrokken na twee speeldagen | Teruggetrokken na twee speeldagen | Teruggetrokken na twee speeldagen | Teruggetrokken na twee speeldagen |

|  | Kampioen                                         |
|  | Trok zich na dit seizoen terug uit de competitie |
|  | Degradatie                                       |